# سیسیلیا اندرسون
سیسیلیا اندرسون (انگلیسی: Cecilia Andersson؛ زادهٔ ۴ اکتبر ۱۹۸۲) بازیکن هاکی روی یخ اهل سوئد است.